# Enrique Ossorio
Enrique Matías Ossorio Crespo (Badajoz, 27 de junio de 1959) es un funcionario del Cuerpo Técnico de la Seguridad Social y político español del Partido Popular, actual presidente de la Asamblea de Madrid.

## Biografía
Nacido en Badajoz el 27 de junio de 1959, es licenciado en Derecho por la Universidad Complutense de Madrid y pertenece al Cuerpo Superior de Técnicos de la Administración de la Seguridad Social.
En la Comunidad de Madrid fue asesor técnico y jefe del servicio de Apoyo a las Haciendas Locales, jefe de la Recaudación Ejecutiva y director general de Tributos de la Consejería de Hacienda. Ha sido director adjunto del Departamento de Organización, Planificación y Relaciones Institucionales de la Agencia Estatal de Administración Tributaria, viceconsejero y consejero de Hacienda en funciones de la Comunidad de Madrid.
Entre diciembre de 2011 y octubre de 2012, fue secretario general de Coordinación Autonómica y Local en el Ministerio de Hacienda y Administraciones Públicas.
Fue consejero de Economía y Hacienda de la Comunidad de Madrid desde el 29 de septiembre de 2012; sustituyó a Percival Manglano y ejerció el cargo hasta el 26 de junio de 2015, cuando fue sucedido por Engracia Hidalgo.
Fue diputado de la x legislatura de la Asamblea de Madrid, y reelegido en la xi legislatura. Desde agosto de 2019, es consejero de Educación, Universidades, Ciencia y Portavocía de la Comunidad de Madrid. En junio de 2022 es también designado vicepresidente de la Comunidad de Madrid.
Tras las elecciones autonómicas de 2023, Ossorio abandonó el Gobierno regional después de ser elegido presidente de la Asamblea de Madrid.